# Kitatama-gun

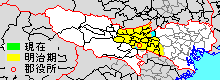
Lage des Kreises in Tokio mit Gemeindegrenzen des 21. Jahrhunderts, Meiji-Zeitliche Ausdehnung gelb, später dazugekommenes Gebiet cyan, Kreisverwaltung rot

Kita-Tama (jap. 北多摩郡 Kita-Tama-gun), Nord-Tama, war bis 1970 ein Landkreis (-gun) der japanischen Präfektur (-fu → -to) Tokio. Vor dem Transfer des Tama-Gebiets 1893 hatte er zur Präfektur (-ken) Kanagawa gehört. Nord-Tama entstand 1878 bei der Teilung des antiken Kreises Tama der Provinz Musashi anlässlich der Reaktivierung der Kreise als moderne Verwaltungseinheit der Präfekturen 1878/79. Die Kreisstadt von Nord-Tama war Fuchū. Bei der Einführung der modernen Gemeinden 1889 wurde der Kreis in drei Städte und 36 Dörfer eingeteilt, von denen 19 in drei Gemeindeverbänden organisiert waren. 1907 kam in einer Verschiebung der Präfekturgrenze noch ein Dorf aus Saitama zum Kreis. Nach der Großen Shōwa-Gebietsreform der 1950er Jahre waren 1958 noch zwölf Städte übrig. Die fünf nach 1967 verbliebenen Gemeinden wurden schließlich 1970 kreisfrei.
Der Minami-Tama-gun in seiner ursprünglichen Ausdehnung umfasste im Wesentlichen die heutigen kreisfreien Städte (-shi) Tachikawa, Musashino, Mitaka, Akishima, Chōfu, Koganei, Higashi-Murayama, Kokubunji, Higashi-Yamato, Kiyose, Higashi-Kurume, Musashi-Murayama, Fuchū, Nishi-Tōkyō und einen Teil des Bezirks (-ku) Setagaya.

## Gemeinden 1889
| Gemeinden (1–20) und Gemeindeverbände (A–C) in Nord-Tama sowie dem Rest des Tama-Gebiets (Süd-Tama, West-Tama) in Kanagawa +Hōya in Saitama (21) 1889 in blau bis heute gültige Gemeindegrenzen, sonstige heutige Gemeinden in anderen Flächenfarben | |
| - 1 府中駅 Fuchū-eki (-eki war ein Name von historischen Wegstationen an Hauptstraßen, funktionell war Fuchū eine -machi), Sitz der Kreisverwaltung, ab 1893 auch dem Namen nach -machi, 1954 zu Fuchū-shi fusioniert - 2 調布町 Chōfu-machi, 1955 zu Chōfu-shi fusioniert - 3 田無町 Tanashi-machi, ab 1967 -shi (2001 zu Nishi-Tōkyō-shi) - 4 谷保村 Yaho-mura, ab 1951 国立町 Kunitachi-machi, 1967 -shi - 5 西府村 Nishifu-mura, 1954 zu Fuchū-shi - 6 多磨村 Tama-mura, 1954 zu Fuchū-shi - 7 神代村 Jindai-mura, ab 1952 -machi, 1955 zu Chōfu-shi - 8 狛江村 Komae-mura, ab 1952 -machi, ab 1970 -shi - 9 砧村 Kinuta-mura, 1936 zu Tōkyō-shi (1943 abgeschafft), darin zum Setagaya-ku (seit 1947 stadtfreier „Sonderbezirk“ mit Stadtstatus) - 10 千歳村 Chitose-mura, 1936 zu Tōkyō-shi (1943 abgeschafft), darin zum Setagaya-ku (seit 1947 stadtfreier „Sonderbezirk“ mit Stadtstatus) - 11 三鷹村 Mitaka-mura, ab 1940 -machi, ab 1950 -shi - 12 武蔵野村 Musashino-mura, ab 1928 -machi, ab 1947 -shi | - 13 小金井村 Koganei-mura, ab 1937 -machi, ab 1958 -shi - 14 国分寺村 Kokubunji-mura, ab 1940 -machi, ab 1964 -shi - 15 東村山村 Higashi-Murayama-mura, ab 1942 -machi, ab 1964 -shi - 16 清瀬村 Kiyose-mura, ab 1954 -machi, ab 1970 -shi - 17 久留米村 Kurume-mura, ab 1956 -machi, ab 1970 東久留米市 Higashi-Kurume-shi („kreisfreie Stadt Ost-Kurume“; im westjapanischen Fukuoka existiert bereits seit 1889 eine Kurume-shi) - 18 小平村 Kodaira-mura, ab 1944 -machi, ab 1962 -shi - 19 砂川村 Sunagawa-mura, ab 1954 -machi, 1963 zu Tachikawa-shi - 20 立川村 Tachikawa-mura, ab 1923 -machi, ab 1940 -shi - (21) 保谷村 Hōya-mura 1889 noch im Niikura-gun (ab 1896 Kita-Adachi-gun) von Saitama, erst 1907 zum Kita-Tama-gun von Tokio, ab 1940 -machi, ab 1967 -shi (2001 zu Nishi-Tōkyō-shi) - A Gemeindeverband aus Nakagami und acht weiteren Dörfern (Nakagami, Ōgami, Tsuiji, Miyazawa, Fukujima, Jōkawara, Tanaka, Gōji, Haijima), 拝島村 Haijima-mura 1902 eigenständig ausgeschieden (1954 zu 昭島市 Akishima-shi), der Rest 1928 als 昭和村 Shōwa-mura voll vereinigt, ab 1941 -machi, 1954 zu Akishima-shi - B Gemeindeverband aus Nakatō und drei weiteren Dörfern (Nakatō, Yokota, Mitsugi, Kishi), Nakatō und Yokota bereits 1908 fusioniert, der gesamte Gemeindeverband 1917 als 村山村 Murayama-mura voll vereinigt, ab 1954 -machi, ab 1970 武蔵村山市 Musashi-Murayama-shi (in Dewa/Uzen [modernes Yamagata] gibt es bereits seit 1954 eine Murayama-shi) - C Gemeindeverband aus Takagi und fünf weiteren Dörfern (Takagi, Shimizu, Sayama, Narahashi, Zōshiki, Imokubo), 1919 als 大和村 Yamato-mura voll vereinigt, ab 1954 -machi, ab 1970 東大和市 Higashi-Yamato-shi (normalerweise/wörtlich „Ost-“, hier aber „Tokios Stadt Yamato“; in Kanagawa gibt es bereits seit 1959 eine Yamato-shi, die südlich, nicht westlich von Tokios Yamato liegt) |